# Ana da Borgonha
Ana da Borgonha (em francês: Anne de Bourgogne; Arras, 1404 — Paris, 14 de novembro de 1432), era filha de João, Duque da Borgonha, e de Margarida da Baviera.

## Família
Seus avós paternos eram Filipe II, Duque da Borgonha, o Audaz, filho de João II de França e a condessa Margarida III da Flandres. Seus avós maternos eram Alberto I da Baviera, filho do imperador do Sacro Império Romano-Germânico, Luís IV da Baviera e Margarida de Brieg.
Ana teve vários irmãos, tais como: Maria da Borgonha, duquesa consorte de Cleves, mãe de Maria de Cleves, a mãe do rei Luís XII de França; Margarida da Borgonha, foi esposa de Luís, Delfim de França; Filipe III, Duque da Borgonha, sucessor de seu pai como duque, conde de Artois e Flandres, e conde palatino da Borgonha; Inês da Borgonha, duquesa consorte de Bourbon.

## Biografia
Casou-se, em 14 de junho de 1423, na Catedral de Troyes, com João de Lencastre, Duque de Bedford, filho do rei Henrique IV da Inglaterra e de Maria de Bohun, como sinal de reaproximação entre o Duque da Borgonha (então personificado por Filipe III) e o Reino da Inglaterra.
Ana faleceu nove anos depois, durante um parto malsucedido, no Hotel da Borgonha, em Paris, como resultado de uma enfermidade contraída durante uma visita aos doentes do Hôtel Dieu, a criança veio também a falecer pouco depois. Depois da morte de sua irmã, de quem era muito próximo, Filipe rompeu com Bedford, deixando o então regente da França sem aliados.
Seu corpo foi sepultado na igreja dos celestinos em Paris. Sua tumba foi feita por Guillaume Vluten e, de acordo com um historiador, está entre as mais importantes jacentes parisienses da primeira metade do século XV. Atualmente, apenas a estátua sobrevive, e está encontra-se no Museu de Cluny, em Paris.